# Каниерис
Ка́ниерис (Ка́нерское озеро, Каниера; латыш. Kaņieris) — озеро на территории Лапмежциемской и Смардской волостей Тукумского края Латвии. Площадь поверхности — 11,22 км². Высота над уровнем моря — 2,2 м.
Приморское (лагуна), сильно заросшее озеро, с низкими берегами, просматриваются древние морские террасы. Дно озера устилает доломит, покрытый илом. Самая крупная из впадающих в Каниерис рек — Слоцене. До 1905 года, когда озеро соединили с Рижским заливом, прорыв протоку Старпиньупите — река Слоцене не заканчивалась в Канерском озере и впадала в реку Лиелупе, бассейну которой и принадлежало озеро. На озере 14 островов, общей площадью 15,9 Га, 5 из них — искусственно созданные места гнездования водоплавающих птиц. Имеется станция проката лодок на острове Андрейсала, башня для наблюдения за птицами на острове Риексту сала. На юго-западном берегу озера расположено городище Каниеру пилскалнс, одно из ближайших к морскому побережью городищ из числа обнаруженных в Латвии.
С 1964 года озеро Каниерис является охраняемой территорией; в 1977—1997 — зоологический заказник, с 1997 включено в состав Кемерского национального парка, который является ключевой орнитологической территорией международного значения.
Уровень воды в озере регулярно меняется. С 2,3 м над уровне моря в начале XX века, его величина снизилась до 1,3 м в 1945—1965 гг. В эти годы озеро разделилось на множество мелких частей и пойма превратилась в болото. В 1965 году на Старпиньупите построили систему из двух шлюзов, позволяющую регулировать уровень воды в озере и миграцию водных обитателей. Система обновлена и автоматизирована в конце 2006 г.
В честь озера названы улицы в Риге, Юрмале и Лапмежциемсе.